# Nocturne (album de Siouxsie and the Banshees)
Pour les articles homonymes, voir Nocturne.
Albums de Siouxsie and the Banshees
A Kiss in the Dreamhouse
(1982) Hyæna
(1984)
Nocturne est un album live de Siouxsie and the Banshees, enregistré en septembre 1983 à Londres au Royal Albert Hall avec le guitariste Robert Smith de The Cure, les autres membres étant bien sûr sur scène Siouxsie, Steven Severin et Budgie. 
Un DVD du même nom est sorti en 2006 et la version cd a été remasterisée en 2009.

## Liste des titres de l'album
1. Israel
2. Dear Prudence (John Lennon, Paul McCartney)
3. Paradise Place
4. Melt!
5. Cascade
6. Pulled to Bits
7. Night Shift
8. Sin in My Heart
9. Slowdive
10. Painted Bird
11. Happy House
12. Switch
13. Spellbound
14. Helter Skelter    (John Lennon/Paul Mc Cartney)
15. Eve White/Eve Black
16. Voodoo Dolly

## DVD
Dans les bonus du DVD, on trouve plusieurs autres prestations TV avec Robert Smith à la guitare dont : 
- Une émission avec performance en live et interview de 50 minutes, tournée par la chaîne Channel Four
- Deux autres titres en live filmés pour l'émission Whistle Test ; Melt! et Painted Bird
- Le clip-vidéo du single Dear Prudence